# Klaus Bachmann
Klaus Dieter Bachmann (ur. 12 grudnia 1963 w Bruchsalu) – niemiecko-polski dziennikarz, publicysta, historyk, politolog, profesor nauk społecznych, autor wielu książek o tematyce europejskiej, polsko-niemieckiej i polsko-ukraińskiej.

## Życiorys
Urodzony w 1963 w Bruchsalu, niemieckim miasteczku niedaleko granicy francuskiej. Studiował historię, historię Europy wschodniej, nauki polityczne i języki słowiańskie (rosyjski, ukraiński i serbo-chorwacki) na uniwersytetach w Heidelbergu, Wiedniu i Krakowie. Działalność publiczną zaczynał podczas studiów jako radny miejski w Bruchsalu.
W 1988 r. osiadł na stałe w Polsce i zaczął regularnie pisać do kilku znanych gazet w Austrii i w Niemczech („Die Presse”, „Der Falter”, „Die Tageszeitung”). Od 1989 r. był oficjalnie akredytowany jako korespondent zagraniczny w Polsce, od 1992 również w Kijowie, Mińsku i Wilnie. Od połowy lat 90. pracował też dla berlińskiego „Der Tagesspiegel”, „Stuttgarter Zeitung” i „Hannoversche Allgemeine Zeitung” oraz dla kilku ogólnopolskich mediów („Rzeczpospolita”, „Polityka”, „Tygodnik Powszechny”).
W 2000 r. obronił na Uniwersytecie Warszawskim pracę doktorską na temat konfliktu polsko-ukraińskiego w Galicji w latach 1907–1914 (Die Ruthenische Irredenta. Die ukrainische national Bewegung und die Aussenpolitik Der Donaumonarchie 1907–1914 pod kierunkiem Włodzimierza Borodzieja). Praca ukazała się drukiem w Austrii i w Niemczech.
W 2001 r. wyjechał do Brukseli, gdzie przez 3 lata był korespondentem niemieckich i austriackich gazet w krajach Beneluksu. W 2004 r. wrócił do Polski i habilitował się na Wydziale Nauk Społecznych Uniwersytetu Wrocławskiego pracą o Konwencie Europejskim i demokracji deliberatywnej. Został kierownikiem katedry politologii w Centrum Studiów Niemieckich i Europejskich im. Willy Brandta na Uniwersytecie Wrocławskim. W 2006 r. został profesorem nadzwyczajnym w SWPS Uniwersytetu Humanistycznospołecznego w Warszawie w instytucie politologii, a następnie instytucie nauk społecznych. Wykłada też w Instytucie Studiów Międzynarodowych na Uniwersytecie Wrocławskim. 12 listopada 2013 prezydent Bronisław Komorowski nadał mu tytuł naukowy profesora. Wypromował troje doktorów.
W latach 2000–2001 oraz od 2005 był członkiem zarządu Fundacji Batorego.
Publikuje w Polityce, Gazecie Wyborczej i w niektórych niemieckich mediach. W 2004 visiting professor w Instytucie Historii Europy Wschodniej Uniwersytetu Wiedeńskiego (w zakresie najnowszej historii Polski) i w Instytucie Nauk Politycznych (IEP) na uniwersytecie w Bordeaux (2008). Pobyty naukowe na People’s University of China (Renmin) w Pekinie (2007) i w American Institute for Contemporary German Studies na Uniwersytecie Johnsa Hopkinsa w Waszyngtonie (2007) i na wydziale prawa Uniwersytetu w Stellenbosch (RPA, 2009). Członek Central European International Studies Association (CEISA) i European Studies Association (EUSA), współpracownik warszawskiego Centrum Stosunków Międzynarodowych, prezes zarządu Fundacji na rzecz Studiów Europejskich (FEPS).
Mieszka w Warszawie.

## Publikacje
- (razem z Thomas Sparrow-Botero i Peter Lambertz): When Justice Meets Politics. Independence and Autonomy of Ad Hoc International Criminal Tribunals. Peter Lang International: New York, Oxford, Frankfurt, Zürich 2013.
- (razem z Katarzyną Decko i Agatą Rusek): Kiedy związane ręce zapewniają przewagę. Siła przetargowa Unii Europejskiej w negocjacjach międzynarodowych. Wyd. Scholar, Warszawa 2013.
- Polska kaczka w europejskim stawie. Polskie szanse i wyzwania po przystąpieniu do UE, WAIP, Warszawa 2006.
- Długi cień Trzeciej Rzeszy, Atut, Wrocław 2005.
- Repression, Protest, Toleranz. Wertewandel und Vergangenheitsbewältigung in Polen nach 1956, Atut, Wrocław 2010.
- Vergeltung, Strafe, Amnestie. Eine vergleichende Studie zu Kollaboration und ihrer Aufarbeitung in Belgien, den Niederlanden und Polen. Peter Lang Int., Frankfurt, New York, Wien, Oxford 2011.
- (razem z Aleksandrem Fatićem): The UN International Criminal Tribunals. Transition without Justice? Routledge 2015.